# Stefan Božkov
Stefan Božkov (Sofija, 20. rujna 1923. – Sofija, 1. veljače 2014.) bio je bugarski nogometaš i nogometni trener Bugarske nogometne momčadi.

## Životopis

### Igračka karijera
Svoju igračku karijeru započeo je u najranijim danima u kadetskim redovima NK Športaš iz Sofije. Prvi službenu utakmicu za seniorsku momčad odigrao je 1938. godine, na svoj 15. rođendan. Od toga susreta pa sve do 1947. bio je stalnim članom prve momčadi, kada odlazi u čehoslovačku momčad Kladno. Budući da su i Čehoslovačka i tadašnja Bugarska bile komunističke zemlje i članice Varšavskog sporazuma, to je bila uobičajena međudržavna razmjena igrača unutar nogometnog sustava Sovjetskog saveza. Ipak, unatoč dobroj igri u Kladnom, za koje je odigrao 59 susreta, igrao je samo jednu sezonu, nakon čega se vratio u Bugarsku. 
U ljeto 1948. potpisao je ugovor s momčadi CSKA Sofije, tada jednom od najboljih nogometnih momčadi u Bugarskoj, te odmah postao članom prve postave. Osim što je bio veznjak, često je igrao kao napadač. Do prosinca 1959. odigrao je 202 službena susreta za CSKA Sofiju postigavši pritom 45 pogodaka, i to većinom iz veznog reda. Naslovom bugarskog prvaka okitio se deset puta, a tri puta je bio pobjednik Bugarskog nogometnog kupa. U europskim klupskim natjecanjima ostvario je 8 nastupa zabivši pritom jedan pogodak. Igrao je vrlo nesebično i često je asistirao, što ga je činilo omiljenim u momčadi.
Za Bugarsku nogometnu reprezentaciju igrao je u razdoblju od 1946. do 1958. U tih dvanaest godina, odigrao je 53 međunarodna susreta i pritom zabio 4 pogotka. Prvu utakmicu odigrao je protiv Rumunjske 8. studenog 1946. (2:2), a posljednju protiv Njemačke 21. prosinca 1958., kada je Njemačka pobijedila 3:0. Na Olimpijskim igrama 1956. u australskom Melbourneu osvojio je brončano odličje.

### Trenerska karijera
Završetkom igračke karijere, isprva je radio kao športski djelatnik unutar tijela nogometnog, ali je ubrzo napustio administraciju i postao trener. Prvo je tijekom 1950. trenirao bugarsku momčad, nakon čega je od 1961. do 1963. bio pomoćni trener CSKA Sofije. Na poziv nogometnog saveza, 1966. ponovo preuzima Bugarsku, s kojom je osvojio olimpijsko srebro na Igrama 1968. u Meksiku. Tada je bio smatran nacionalnim junakom, a njegovo vođenje momčadi hvalili su mnogi treneri u SSSR-u i ostatku Europe. 
Bugarsku je vodio i tijekom Svjetskom prvenstvu 1970., također u Meksiku, gdje je Bugarska ispala u skupini. Jedini bod osvojili su u izjednačenoj utakmici (1:1) s Marokom. Našao se među 30 najboljih veznih igrača u vremenu od 1944. do 1974. godine. Neslužbeno je trenirao i nogometne momčadi u Istočnoj Njemačkoj, Rusiji, Madžarskoj i Italiji.
1975. vršio je i dužnost Potpredsjednika Bugarskog nogometnog saveza, a za svoj rad i promicanje bugarskog športa u svijetu dobio je »odličje 9. rujna 1944.«, kao i naslove »Uvaženi magistar športa« (1953.) i »Poštovani učitelj tjelesnog odgoja« (1976.). Proglašen je počasnim građaninom Sofije i Ćustendila.